# كلافام (بيدفوردشير)
كلافام (بالإنجليزية: Clapham, Bedfordshire)‏ هي قرية و أبرشية مدنية تقع في المملكة المتحدة في إنجلترا.  يقدر عدد سكانها بـ 3,643 نسمة .